# ألفارو أمبويرو
ألفارو أمبويرو (بالإسبانية: Álvaro Ampuero) هو مدرب كرة قدم ولاعب كرة قدم بيروفي في مركز الوسط، ولد في 25 سبتمبر 1992 في ليما في بيرو. شارك مع منتخب بيرو لكرة القدم. أما مع النوادي، فقد لعب مع نادي بادوفا ونادي بارما ونادي ساليرنيتانا ونادي يونيفرسيتاريو.

## وصلات خارجية
- ألفارو أمبويرو على موقع الاتحاد الدولي (مؤرشف)  (الإنجليزية)
- ألفارو أمبويرو على موقع إي إس بي إن إف سي (الإنجليزية)
- ألفارو أمبويرو على موقع قاعدة بيانات كرة القدم.إي يو (الإنجليزية)
- ألفارو أمبويرو على موقع ناشيونال فوتبول تيمز (الإنجليزية)
- ألفارو أمبويرو على موقع Soccerway.com (الإنجليزية)
- ألفارو أمبويرو على موقع عالم كرة القدم.نت (الإنجليزية)
- ألفارو أمبويرو على موقع AS.com (الإسبانية)